# Svensk teologisk kvartalskrift
Svensk teologisk kvartalskrift, förkortat STK, är en fackvetenskaplig tidskrift inom teologi, som sedan 1925 ges ut på teologiska fakulteten vid Lunds universitet, numera av universitetets Centrum för teologi och religionsvetenskap. Tidskriften är dels allmänteologisk, dels i viss utsträckning fokuserad på systematisk teologi. Den kom till på initiativ av Lunds dåvarande professor i systematisk teologi, Gustaf Aulén. Ambitionen har redan från starten 1925 varit att dels erbjuda en översikt, och dels tjäna som språkrör för nutida svensk teologi. Tidskriften kommer ut med fyra nummer per år.